# ميهالي كوفاتش
ميهالي كوفاتش (بالمجرية: Kovács Mihály)‏ (10 سبتمبر 1957 في المجر - ) هو لاعب كرة يد مجري. شارك في الألعاب الأولمبية الصيفية 1988.

## وصلات خارجية
- ميهالي كوفاتش على موقع أوليمبيديا (الإنجليزية)